# Riflessologia plantare

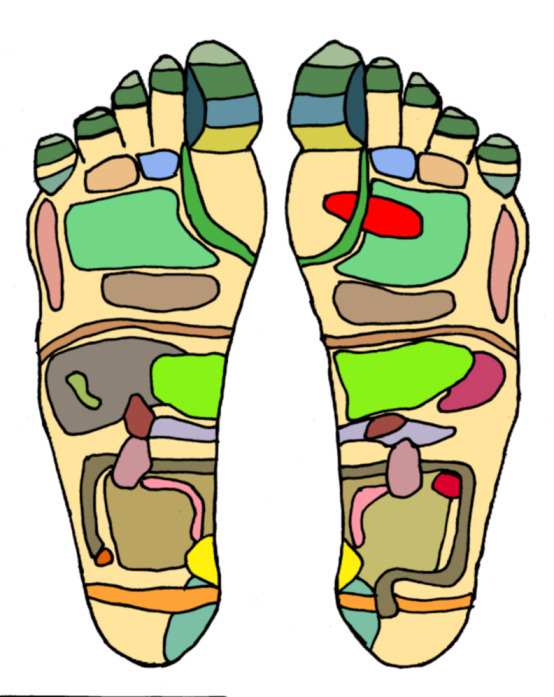
Esempio di mappa riflessologica che evidenza le aree dei piedi ritenute in corrispondenza degli specifici organi del corpo umano.

La riflessologia plantare è una tecnica di massaggio o, più precisamente, di microstimolazione puntiforme applicata principalmente sulle piante dei piedi e/o eventualmente sulle mani.
Si basa sulla ipotesi che sui piedi e sulle mani si trovino riflessi tutti gli organi, le ghiandole, e le parti del corpo. Secondo i suoi sostenitori, applicando il massaggio riflessologico si potrebbe avere un effetto o influire sull'organo, o sistema, corrispondente al riflesso stimolato.
L'intero campo della riflessologia è comunque una pseudoscienza siccome le sue affermazioni non sono scientificamente provate.

## Descrizione
La riflessologia è una terapia olistica, basata quindi sul principio generale che ogni aspetto della vita dell'individuo influirebbe sul benessere e sulla salute della persona e ha l'intento di operare un "riequilibrio dell'intero organismo al fine di stimolarne le capacità di autoguarigione" (il riferimento è al sistema immunitario).
In quanto terapia non convenzionale, la riflessologia può avere una duplice applicazione: può essere utilizzata in alternativa o come supporto alle terapie mediche convenzionali. Va tuttavia sottolineato che in genere si consiglia di diffidare di chi propone la riflessologia plantare come alternativa alla medicina convenzionale, e per questo ad oggi i terapeuti preferiscono riferirsi ad essa con l'appellativo di terapia (o medicina) complementare e non alternativa.
Va sottolineato infatti che il riflessologo non è un medico, e quindi non cura, e non fa diagnosi. Soprattutto non intende interferire con le terapie o con i pareri medici convenzionali, sostenendo il suo ruolo di professionista nell'affiancarsi e non sostituirsi alla medicina convenzionale. La riflessologia plantare non è quindi una tecnica sovrapponibile alle metodologie sanitarie riconosciute dalla legislazione italiana né sostituisce eventuali terapie mediche.
Le tecniche riflessologiche si distinguono in due grandi filoni: quello orientale e quello occidentale. Nonostante il principio sia il medesimo, ossia che stimolando delle zone riflesse si abbiano effetti su zone lontane dal sito di applicazione del massaggio, nascono e si sviluppano con presupposti differenti: la riflessologia cinese si basa sui principi della medicina tradizionale cinese, mentre la riflessologia occidentale attinge ai principi scientifici sulla quale si basa la medicina convenzionale occidentale. 
La riflessologia plantare occidentale nasce infatti in concomitanza delle prime scoperte occidentali in ambito neurologico di Sir Henry Head e Sir Charles Sherrington. 
Una delle differenze identificabili nei trattamenti di riflessologia occidentale e orientale è nell'intensità della pressione applicata dal terapeuta. La riflessologia occidentale, ad esempio, opera al di sotto della soglia di sopportazione del dolore del paziente, al fine di ottimizzare gli effetti della stimolazione delle aree riflesse sfruttando la condizione di profondo relax che la riflessologia plantare occidentale è in grado di indurre. 
Entrambe le modalità di intervento hanno effetti positivi su vari disturbi e patologie, in quanto secondo i suoi sostenitori stimolerebbero la circolazione, il sistema nervoso ed il sistema immunitario. Un'altra differenza sono le mappe di punti da microstimolare che, nella tradizione cinese, corrispondono sostanzialmente a quelli della agopuntura. Numerose ricerche sono in corso in vari Paesi (in particolare Stati Uniti, Regno Unito, Cina, Danimarca) allo scopo di verificare le effettive modalità di azione e gli ambiti applicativi migliori.

## Storia
La riflessologia plantare ha una storia molto antica: i primi trattamenti realizzati massaggiando i piedi sono stati applicati in Cina ed India nel 5000 a.C., dove si usavano terapie mediche utilizzanti la pressione delle dita per influenzare i campi energetici dell'organismo (agopuntura ed acupressione, digitopressione, shiatsu). In particolare la medicina Ayurvedica, una delle più antiche tradizioni mediche del mondo, usa la riflessologia tra le sue tecniche di intervento. Pur tra le molte scuole e tradizioni, è oggi una disciplina abbastanza diffusa anche in Occidente.
A testimoniare l'antichità di questa pratica è la "Tomba dei Medici" a Saqqara (Egitto, 2330 a.C. circa), dove sulle pareti è dipinta una scena di massaggio dei piedi e delle mani. La pratica venne esportata più in occidente grazie al famoso medico greco Ippocrate che insegnò ai discepoli il massaggio ai piedi.
Si racconta (senza prove certe) che anche l'artista rinascimentale Benvenuto Cellini, a causa dello stress e di alcune sofferenze fisiche, facesse ricorso alla riflessologia plantare.
Esiste anche una specializzazione più recente di questo massaggio: questa è diffusa soprattutto in occidente. Se nel 1834, un ricercatore svedese, Pehr Henrik Ling notò il collegamento fra i dolori provenienti da alcuni organi e determinate zone cutanee del piede, negli anni successivi Sir Henry Head scoprì l'esistenza di zone riflesse a scopi anestetici e finalmente negli anni 1920, questa pratica fu reinventata da William Fitzgerald, medico di Boston, il quale scoprì che, esercitando delle pressioni sui piedi, per dei piccoli interventi non sarebbe stata necessaria l'anestesia. La pratica fu usata dai dentisti e quando il medico newyorkese Edwin F.Bowers conobbe la tecnica di Fitzgerald, decise di diffondere la riflessologia negli Stati Uniti grazie a trattati contenenti i principi di funzionamento della riflessologia basati sulle teorie del medico di Boston. Il metodo, chiamato "terapia zonale", si incentrava sulla pressione effettuata sia con le mani sia con altri strumenti. Il corpo venne diviso in dieci zone, dagli alluci sino alla testa, lungo le quali scorre l'energia.
Negli anni 1930 il lavoro di Fitzgerald e di Bowers fu portato avanti dalla terapeuta statunitense Eunice Ingham, che pubblicò due libri intitolati Le storie che i piedi potrebbero raccontare e Storie raccontate dai piedi con i quali tese a concentrare le sue attenzioni solamente sui piedi.
In Italia i due pionieri della ricerca riflessologica contemporanea furono il Prof. Giuseppe Calligaris (neurologo e docente presso l'Università di Roma dal 1910 al 1939) ed il Dott. Nicola Gentile che, nei primi decenni del '900, realizzarono vari studi e pubblicarono materiali che per l'epoca erano molto innovativi. L'ostracismo di una parte del mondo accademico e medico italiano ha lungamente frenato le ulteriori ricerche sulla scia dei due pionieri.

## Presunto principio di funzionamento
Tra le teorie che cercano di spiegare i meccanismi che governerebbero la presunta efficacia della riflessologia se ne enumerano almeno sei principali, tuttavia nessuna di queste teorie ha un valore scientifico o medico dimostrabile:
- Stimolazione nervosa, basata sulla relazione fra le terminazioni dei nervi presenti nelle zone riflesse ed il punto in cui è presente il dolore. La pressione sulla zona riflessa avrebbe quindi il compito di inviare comunicazioni al cervello, stimolandolo ad intervenire sul problema riscontrato.
- Liberazione di ormoni, fondata sulla scoperta del controllo del cervello sull'apparato endocrino. Secondo la teoria della riflessologia è sufficiente massaggiare le zone riflesse doloranti, per stimolare il cervello a liberare ormoni cerebrali, quali l'endorfina, con conseguente azione terapeutica.
- Stimolazione del sistema linfatico, favorita dalla pressione di alcuni punti riflessi che attuerebbe l'accelerazione della circolazione linfatica con benefici su tutto l'organismo.
- Stimolazione del sistema sanguigno, avente lo scopo di migliorare la circolazione e diminuire la presenza di scorie.
- Potenziale elettrico, che si creerebbe tra varie parti del corpo. In base al modello della riflessologia, i punti riflessi sono paragonabili agli interruttori mentre gli organi svolgono la funzione di accumulatori e quindi agendo su presunti interruttori non rilevabili si riattiverebbe la circolazione elettrica.
- Influenze psicologiche, spiegabili con la grande importanza che la mente riveste sulla origine dei disturbi fisici.

## Utilizzo e applicazioni
Secondo i suoi sostenitori, la riflessologia sarebbe indicata nel caso di dolori e disturbi funzionali passeggeri, quali l'indigestione, la tensione nervosa l'emicrania, grazie alla liberazione di endorfine e per ripristinare l'equilibrio delle ghiandole endocrine. Gli stessi specialisti però avvertono nei loro saggi medici di consultare sempre il medico per una valutazione diagnostica, non fidandosi troppo della sola anestetizzazione della parte dolorante.
Per autostimolare la zona riflessa è sufficiente appoggiare il piede sul ginocchio opposto, e con una mano apporre una pressione sui punti doloranti, da effettuarsi tramite il movimento rotatorio delle dita. È consigliato alternare la pressione dei punti con un massaggio rilassante globale su tutto il piede. L'automassaggio tuttavia non raggiunge effetti significativi nei casi di stress ed ansia ed è effettuato in modo casuale da chi non è pratico di questa tecnica e di anatomia e fisiologia. 
La durata del massaggio/microstimolazione varia dai cinque ai venti secondi per punto e complessivamente conviene non superare la durata di dieci minuti durante le prime sedute e i trenta minuti durante le sedute di una seconda fase, successiva alle prime due settimane di trattamento. Lo strumento principe da utilizzare sono le mani, anche se in alternativa non sono disprezzabili nemmeno mollette, elastici da arrotolare, denti di un pettine.
La pressione deve esser tale da agire in profondità, quindi bisogna massaggiare finché non sia avvertibile un lieve fastidio (dolore). È necessario anche seguire l'orientamento dell'energia presente nel corpo umano, quindi conviene seguire schemi e diagrammi: ricordando ad esempio che un massaggio nel verso orario favorisce le funzioni intestinali, altrimenti le inibisce.